# Happy (Luca Carboni)
Happy è un singolo del cantautore italiano Luca Carboni, il terzo estratto dal dodicesimo album in studio Pop-up e pubblicato il 13 maggio 2016.

## Il brano
Scritto da Luca Carboni e musicato da Christian Rigano, il brano è stato scelto dall'emittente televisiva Sky Sport come colonna sonora per il Campionato europeo di calcio 2016; per l'occasione Carboni ha rivisitato il testo d'amore della sua canzone introducendo alcuni versi più prettamente calcistici come «non chiedermi perché passa l'estate, con il pallone, sai, io sono happy» o «è tutto pronto, l'arbitro fischia la felicità».

## Video musicale
Il videoclip, diretto da Gaetano Morbioli, è stato pubblicato il 26 maggio 2016 attraverso il canale YouTube dell'artista.

## Tracce
1. Happy (DJ Matrix & Matt Joe Remix) – 3:41
2. Happy (Gino Latino & LukeAT Remix) – 3:21
3. Happy – 3:40
4. Happy (Sky Sport Version) – 2:08

## Formazione
- Luca Carboni – voce
- Tim Pierce – chitarra elettrica
- Alex Alessandroni Jr. – basso synth
- Christian "Noochie" Rigano – pianoforte, programmazione, sintetizzatore
- Michele Canova Iorfida – sintetizzatore